# Red (Taylor's Version)
Red (Taylor's Version) là album phòng thu tái thu âm thứ 2 của nữ ca sĩ người Mỹ Taylor Swift. Album được thu âm lại nhằm lấy lại tác quyền các sáng tác trong album phòng thu năm 2012 của cô, Red, và được ra mắt toàn cầu vào ngày 12 tháng 11 năm 2021 bởi Republic Records  với 30 bài hát, trong đó có 22 ca khúc trong album cũ và những bài hát "From The Vault" chưa được ra mắt trước đó. Ngoài ra, bài hát nổi tiếng "All Too Well" cũng được tiết lộ ra mắt phiên bản hoàn chỉnh dài 10 phút trong album lần này.

## Bối cảnh ra mắt
Từ sau khi ra mắt album tái thu âm đầu tiên Fearless (Taylor's Version), rất nhiều người hâm mộ đã đưa ra ý kiến của mình rằng Taylor sẽ ra mắt album tiếp theo là phiên bản tái thu âm của 1989. Ngoài ra, cũng có rất nhiều ý kiến đối lập cho rằng cô sẽ thu âm lại phiên bản của Red. Cuộc chiến đã diễn ra ngày càng sôi động trên các mạng xã hội từ sau khi Taylor liên tục tung ra những manh mối về việc ra mắt album tái thu âm tiếp theo trong năm 2021.
Vào ngày 19 tháng 6 năm 2021 theo giờ Việt Nam, Taylor Swift đã chính thức thông báo về việc ra mắt album Red (Taylor's Version) trên các mạng xã hội.
| “ | "Tôi đã luôn nói rằng thế giới này rất khác biệt trong mắt của những con người đang bị giằng xé bởi nỗi đau. Với họ, thế giới đang xoay quanh một trục toạ độ khác, với một tốc độ hoàn toàn khác. Thời gian liên tục trôi qua, họ vẫn luôn phải vật lộn với muôn vàn cảm xúc vui buồn lẫn lộn mỗi ngày, họ phải cố gắng kiềm chế bản thân không được nhấc điện thoại lên để nghe được giọng nói quen thuộc lúc xưa của những người cũ mình từng yêu. Nơi mảnh đất của nỗi đau vì thất tình, những giây phút mạnh mẽ, độc lập và nổi loạn một cách hồn nhiên vô tư đã được đan lại một cách rối rắm với những nỗi đau, sự yếu đuối đến tê dại và nỗi tuyệt vọng. Những dòng suy nghĩ về tương lai có thể đưa tâm trí bạn trở về quá khứ. Và điều đó là lý do khiến album tiếp theo mà tôi chuẩn bị phát hành chính là RED, phiên bản của chính tôi. Về những giai điệu và lời ca, "RED" không hề khác gì hình ảnh một con người đang bị chìm đắm trong sự đau khổ. Nó hỗn độn như một bức họa chứa đựng những cảm xúc đã rạn nứt nhưng rồi bằng cách nào đó những mảnh ghép ấy vẫn vừa vặn với nhau. Hạnh phúc, tự do, bối rối, cô đơn, buồn bã, hưng phấn, hoang dại và rồi bị ám ảnh bởi những ký ức trong quá khứ. Cũng giống như khi phải trải nghiệm những khía cạnh mới của cuộc sống, tôi đã đến phòng thu và liên tục thử nghiệm những thanh âm khác nhau, hợp tác với những người bạn đồng nghiệp khác nhau. Tôi tự hỏi không biết có phải vì mình đã dồn hết tâm tư tình cảm vào album này hay không, hoặc vì tôi đã được nghe hàng ngàn những tiếng hát của các bạn, hát lại những lời bài hát này dành cho tôi với tình yêu thương vô bờ, hay chỉ đơn giản là do thời gian đã giúp một vết thương nào đó trong tôi đã được chữa lành. Đôi khi bạn cần phải nhắc lại một điều gì đó hết lần này đến lần khác, lặp đi lặp lại liên tục, để nó chắc chắn… không thể được lặp lại lần nữa. Và tôi cũng không thể ngừng sáng tác, giống như cái đứa bạn cứ gọi cho bạn liên tục vào lúc nửa đêm để than phiền về người yêu cũ của nó vậy. Đây sẽ là lần đầu tiên các bạn được nghe toàn bộ 30 ca khúc vốn được sáng tác dành cho "RED". Bật mí là có một bài dài tới tận chục phút đấy nhé. RED (Taylor's Version) sẽ được phát hành vào ngày 19 tháng 11 sắp tới." -Taylor Swift chia sẻ trên mạng xã hội | ” |

Ngày 6 tháng 8 năm 2021, Taylor đã chính thức công bố danh sách 30 bài hát sẽ có mặt trong album. Hiện, cô đã cho phép người hâm mộ có thể đặt trước bản nghe trực tuyến và bản CD vật lí của album tại trang web chính thức của mình.

## Danh sách bài hát
| Danh sách ca khúc trong Red (Taylor's Version) | Danh sách ca khúc trong Red (Taylor's Version)        | Danh sách ca khúc trong Red (Taylor's Version) | Danh sách ca khúc trong Red (Taylor's Version) | Danh sách ca khúc trong Red (Taylor's Version) |
| STT                                            | Nhan đề                                               | Sáng tác                                       | Sản xuất                                       | Thời lượng                                     |
| ---------------------------------------------- | ----------------------------------------------------- | ---------------------------------------------- | ---------------------------------------------- | ---------------------------------------------- |
| 1.                                             | "State of Grace"                                      | Taylor Swift                                   | Taylor Swift Christopher Rowe                  | 4:55                                           |
| 2.                                             | "Red"                                                 | Swift                                          | Swift Rowe                                     | 3:43                                           |
| 3.                                             | "Treacherous"                                         | Swift Dan Wilson                               | Dan Wilson                                     | 4:02                                           |
| 4.                                             | "I Knew You Were Trouble"                             | Swift Max Martin Shellback                     | Swift Rowe Shellback                           | 3:39                                           |
| 5.                                             | "All Too Well"                                        | Swift Liz Rose                                 | Swift Rowe                                     | 5:29                                           |
| 6.                                             | "22"                                                  | Swift Martin Shellback                         | Swift Rowe Shellback                           | 3:50                                           |
| 7.                                             | "I Almost Do"                                         | Swift                                          | Swift Rowe                                     | 4:04                                           |
| 8.                                             | "We Are Never Ever Getting Back Together"             | Swift Martin Shellback                         | Swift Rowe Shellback                           | 3:13                                           |
| 9.                                             | "Stay Stay Stay"                                      | Swift                                          | Swift Rowe                                     | 3:25                                           |
| 10.                                            | "The Last Time" (cùng Gary Lightbody từ Snow Patrol)  | Swift Lightbody Jacknife Lee                   | Jacknife Lee                                   | 4:59                                           |
| 11.                                            | "Holy Ground"                                         | Swift                                          | Jeff Bhasker                                   | 3:22                                           |
| 12.                                            | "Sad Beautiful Tragic"                                | Swift                                          | Swift Rowe Paul Mirkovich                      | 4:44                                           |
| 13.                                            | "The Lucky One"                                       | Swift                                          | Bhasker                                        | 4:00                                           |
| 14.                                            | "Everything Has Changed" (cùng với Ed Sheeran)        | Swift Sheeran                                  | Butch Walker                                   | 4:05                                           |
| 15.                                            | "Starlight"                                           | Swift                                          | Swift Rowe Mirkovich                           | 3:40                                           |
| 16.                                            | "Begin Again"                                         | Swift                                          | Swift Rowe                                     | 3:58                                           |
| 17.                                            | "The Moment I Knew"                                   | Swift                                          | Swift Rowe Mirkovich                           | 4:45                                           |
| 18.                                            | "Come Back... Be Here"                                | Swift Wilson                                   | Wilson                                         | 3:43                                           |
| 19.                                            | "Girl at Home"                                        | Swift                                          | Elvira Anderfjärd                              | 3:40                                           |
| 20.                                            | "State of Grace" (acoustic version)                   | Swift                                          | Swift Rowe                                     | 5:21                                           |
| 21.                                            | "Ronan"                                               | Swift Maya Thompson                            | Swift Rowe                                     | 4:24                                           |
| 22.                                            | "Better Man"                                          | Swift                                          | Swift Aaron Dessner                            | 4:57                                           |
| 23.                                            | "Nothing New" (cùng với Phoebe Bridgers)              | Swift                                          | Swift Dessner                                  | 4:18                                           |
| 24.                                            | "Babe"                                                | Swift Patrick Monahan                          | Swift Jack Antonoff                            | 3:44                                           |
| 25.                                            | "Message in a Bottle"                                 | Swift Martin Shellback                         | Shellback Anderfjärd                           | 3:45                                           |
| 26.                                            | "I Bet You Think About Me" (cùng với Chris Stapleton) | Swift Lori McKenna                             | Swift Dessner                                  | 4:45                                           |
| 27.                                            | "Forever Winter"                                      | Swift Mark Foster                              | Swift Antonoff                                 | 4:23                                           |
| 28.                                            | "Run" (featuring Ed Sheeran)                          | Swift Sheeran                                  | Swift Dessner                                  | 4:00                                           |
| 29.                                            | "The Very First Night"                                | Swift Amund Bjørklund Espen Lind               | Espionage Tim Blacksmith Danny D               | 3:20                                           |
| 30.                                            | "All Too Well" (10 minute version)                    | Swift Rose                                     | Swift Antonoff                                 | 10:13                                          |
| Tổng thời lượng:                               | Tổng thời lượng:                                      | Tổng thời lượng:                               | Tổng thời lượng:                               | 130:26                                         |

| Apple Music bonus track | Apple Music bonus track | Apple Music bonus track | Apple Music bonus track |
| STT                     | Nhan đề                 | Sáng tác                | Thời lượng              |
| ----------------------- | ----------------------- | ----------------------- | ----------------------- |
| 31.                     | "A Message from Taylor" | Swift                   | 0:25                    |
| Tổng thời lượng:        | Tổng thời lượng:        | Tổng thời lượng:        | 130:51                  |

*Tất cả các ca khúc trong bản tiêu chuẩn đều được đánh dấu "(Taylor's Version)"
*Từ ca khúc số 21 đến 30 là những bài hát mới chưa từng được ra mắt trong album (From The Vault)

## Giải thưởng
| Tên tổ chức                   | Năm  | Giải thưởng                        | Đối tượng                        | Tình trạng      | Nguồn |
| ----------------------------- | ---- | ---------------------------------- | -------------------------------- | --------------- | ----- |
| Kỷ lục Guiness Thế Giới       | 2022 |                                    |                                  | Thắng           |       |
| Giải MNE                      | 2022 |                                    |                                  | Thắng           |       |
| Kids' Choice Awards           | 2022 |                                    |                                  | Đề cử           |       |
| Giải thưởng Âm nhạc BillBoard | 2022 |                                    |                                  | Thắng           |       |
| Giải thưởng Âm nhạc Mỹ        | 2022 | Album Pop/Rock được yêu thích nhất |                                  | Thắng           |       |
| Giải thưởng Âm nhạc Mỹ        | 2022 | Album đồng quê được yêu thích nhất |                                  | Thắng           |       |
| Giải Video âm nhạc của MTV    | 2022 | Video của năm                      | All Too Well: The Short Film     | Thắng           |       |
| Giải Grammy                   | 2023 | Ca khúc của năm                    | All Too Well (10 Minute Version) | Đề cử           |       |
| Giải Grammy                   | 2023 | Video âm nhạc xuất sắc nhất        | All Too Well: The Short Film     | Thắng           |       |
| Giải Grammy                   | 2023 | Ca khúc đồng quê xuất sắc nhất     | I Bet You Think About Me         | Đề cử           |       |
|                               | 2023 |                                    |                                  | Đang giải quyết |       |
|                               | 2023 |                                    |                                  | Đang giải quyết |       |